# Henrik Gutofsky
Henrik Gutofsky, född 1685 i Litauen, död 1785, var en svensk militär.
Gutofsky tog värvning vid ett svenskt valackregemente 1706 och blev fången efter slaget vid Poltava 1709. Han hjälpte under fångenskapen flera av sina kamrater att rymma och följde sedan själv efter. Vid hemkonsten fick Gutofsky löjtnants titel men blott en obetydlig lön. 1741 erhöll han fänriks indelning, blev 1758 stabskapten, innan han 1760 erhöll avsked. Han levde sedan på ett hemman i Vichtis i Finland av sin pension och att knyta fisknät. Gutofsky har ansetts vara "den siste karolinen".